# Singidunum
Singidunum fu una città fondata dagli Scordisci nel III secolo a.C., poi conquistata dai Romani, attuale Belgrado. Fu inizialmente base d'appoggio della Classis Pannonica.

## Storia

### Insediamento celtico
L'origine celtica dell'insediamento è deducibile dal nome originario, Singidun, la cui terminazione dūn(on) significa "recinto" o "fortezza". La città è menzionata per la prima volta nel 275 a.C.. Apparteneva al popolo degli Scordisci. Il primo coinvolgimento dei Romani si verificò nel 75 a.C., quando Gaio Scribonio Curione Burbuleio, prefetto della Macedonia, penetrò in questo territorio per allontanarne gli Scordisci, i Dardani e i Daci.

### Da Augusto a Traiano

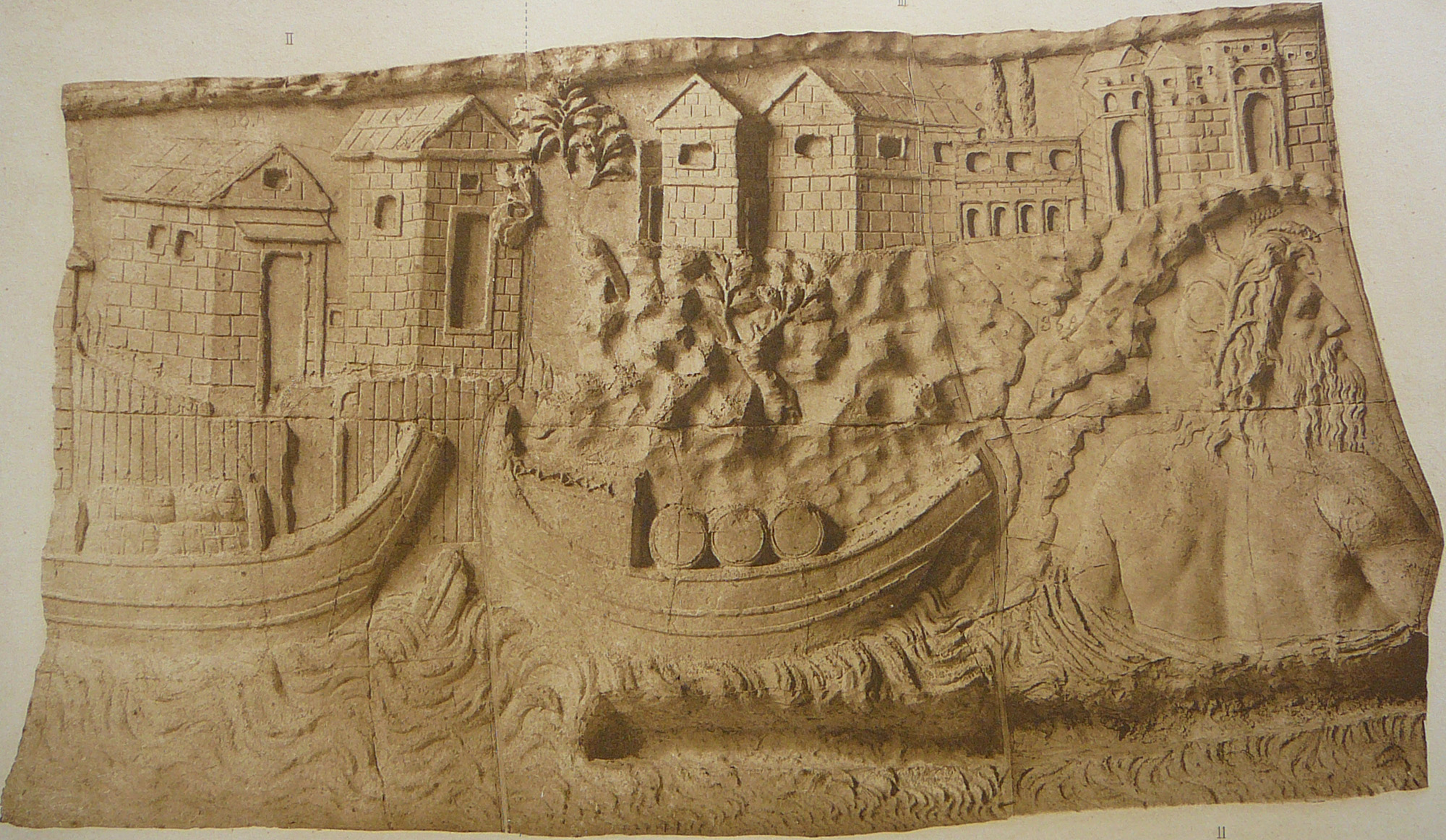
Raffigurazione di barche sul Danubio, cariche di approvvigionamenti per le armate romane, in partenza per la prima campagna di Traiano del 101. Sulla destra dell'immagine si intravede la divinità del fiume Danubio. Sullo sfondo una città, probabilmente la fortezza legionaria di Viminacium o forse di Singidunum.

Solo durante l'impero, però, i Romani conquistarono la regione, che fu organizzata nella provincia della Mesia nel 6: Singidun venne romanizzato in Singidunum. In un periodo non specificato, ipotizzabile attorno al 6 a.C.-11 d.C. il legatus Augusti Gneo Cornelio Lentulo l'Augure combatté contro i Geti, i Sarmati ed i Daci. Il fine di queste campagne potrebbe essere stato quello di isolare il potente regno dei Marcomanni di Maroboduo sul suo lato orientale, separandolo dall'altro potente e vicino regno dei Daci. L'obbiettivo finale del piano strategico di Augusto era quello di occupare la Boemia, in un piano che prevedeva la sottomissione della Germania Magna, portando i confini imperiali fino al fiume Elba. Nel corso di queste campagne Lentulo riuscì a respingere i Daci al di là del Danubio ed a costruire, già a quel tempo lungo la riva destra del fiume, presidi semi-permanenti per controllare i movimenti futuri di questo popolo. Queste operazioni si verificarono lungo il limes delle future provincie di Mesia superiore e Pannonia inferiore (a nord di Sirmio e ad est di Singidunum).
La città aveva una importanza inferiore alle vicine Sirmium e Viminacium, ma la sua disposizione sulla strada che portava al confine del Danubio la rese un punto ottimale per accamparvi delle legioni. Nell'86 vi venne costruito il castrum della Legio IIII Flavia Felix.
Durante la conquista della Dacia, la fortezza legionaria di Singidunum ebbe un ruolo fondamentale nella guerra. È possibile infatti identificare sulla colonna di Traiano a Roma alcune immagini della fortezza.

### Da Adriano alle invasioni unne
Adriano conferì alla città lo status di municipium, e successivamente Singidunum divenne una colonia. Si racconta che Massimino Trace (il futuro imperatore), quando venne a sapere che Eliogabalo era stato ucciso, decise di recarsi a Roma per conoscere il nuovo imperatore, Alessandro Severo. Quest'ultimo lo accolse con grande gioia e manifestazioni di affetto, tanto da nominarlo subito dopo tribuno laticlavio della Legio IIII Flavia Felix, di stanza proprio a Singidunum con queste parole:
(Historia Augusta - I due Massimini, 5.6-7.)
Con l'abbandono della Dacia da parte di Aureliano (nel 270-274 circa), Singidunum ritornò ad essere una città di frontiera. In seguito alla morte dell'imperatore Numeriano nel novembre del 284 (a cui il padre Caro aveva affidato l'Oriente romano), ed il successivo rifiuto delle truppe orientali di riconoscere in Carino (il primogenito di Caro), il naturale successore, fu elevato alla porpora imperiale un validissimo generale di nome Diocleziano. La guerra civile che ne scaturì inevitabilmente vide, in un primo momento, la vittoria di Carino sulle armate pannoniche dell'usurpatore Giuliano, ed in seguito la sconfitta delle sue armate e la sua morte (a causa di una congiura dei suoi stessi generali) nella battaglia del fiume Margus, nei pressi dell'antica città e fortezza legionaria di Singidunum, ad opera di Diocleziano (primavera del 285).
L'imperatore Costanzo II soggiornò a Singidunum nel giugno del 359. Nel 395, a seguito della divisione dell'impero tra i figli di Teodosio I, Singidunum entrò a far parte dell'Impero romano d'Oriente. Nel 441 subì un devastante raid degli Unni, che vendettero tutti gli abitanti.

### Dall'Impero bizantino alla dominazione slava
Dopo essere stata occupata degli Unni, Singidunum fu invasa da Sarmati, Ostrogoti ed Avari. Fu a Singidunum che il principe Teodorico condusse un corpo di 6000 volontari ostrogoti alla vittoria contro Babai, re dei Sarmati, tra il 470 e il 473. Nel 579 il khan degli Avari Baian approfittò del fatto che le truppe bizantine erano in Oriente per attaccare Singidunum; la città cadde e l'imperatore Tiberio II dovette accettare di pagare agli Avari un tributo di 80.000 solidi l'anno. Nell'estate 583 la città fu assediata nuovamente da Baian; il nuovo imperatore Maurizio accettò di incrementare il tributo di 20.000 solidi l'anno. Un altro assedio si ebbe nel 591, ma la città resistette e l'assedio fu tolto dopo il pagamento di 2.000 solidi. Nel 598, invece, l'assedio degli Avari fu interrotto dall'arrivo dell'esercito romano comandato da Prisco.
Nel 630 arrivarono gli Slavi che rinominarono Singidunum in Belgrado ("città bianca"): infatti, la prima volta che è stato nominato il nome Beograd, fu nell'878, durante il regno dell'Impero bizantino, il Regno d'Ungheria e il Primo impero bulgaro. Per quattro secoli questi tre popoli si sono contesi Belgrado. Nel 1284, i Serbi conquistarono la città, che andò a far parte del Regno di Stefan Dragutin Nemanjić, il quale governò i suoi territori tra il 1276 e il 1282.

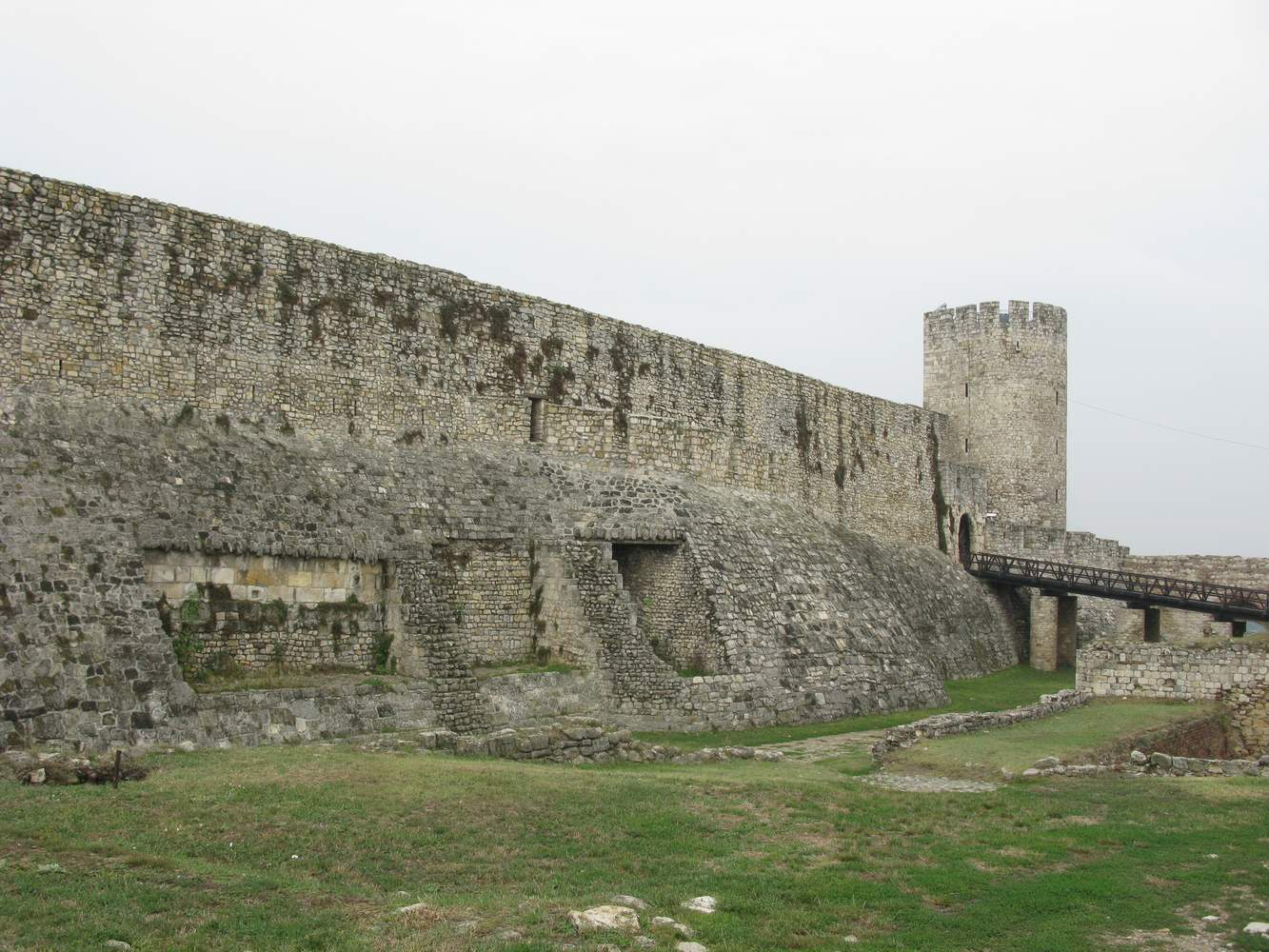
Tratto di mura dell'antica fortezza legionaria di Singidunum.
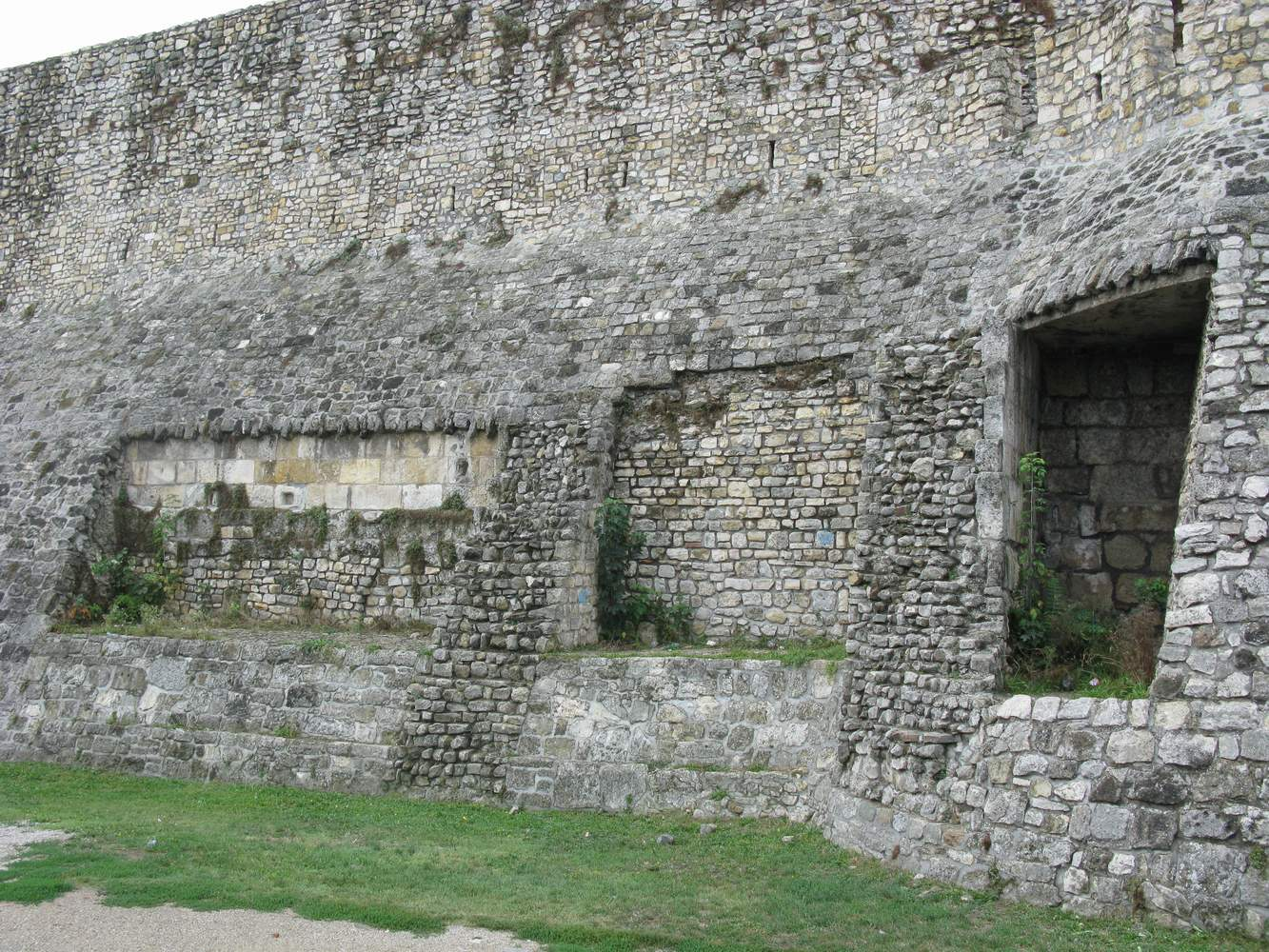
Tratto di mura e base della torre della fortezza legionaria.